# Liste des sous-marins de la Force maritime d'autodéfense japonaise

Drapeau de la force maritime d'autodéfense japonaise

Liste des sous-marins conventionnels de la Force maritime d'autodéfense japonaise  (JMSDF), ou de la marine de guerre des Forces japonaises d'autodéfense depuis 1954, à la suite du statut particulier du Japon depuis 1945.

## Généralités
En 1976, il avait été décidé que le format de la flotte serait dix-huit sous-marins dont deux bâtiments destinés à l’entraînement.
Au 1er octobre 1985, 15 unités sont en service totalisant un tonnage de 29 420 tonnes. Au 1er janvier 2002, l'effectif est de 17 unités pour 41 350 tonnes.
Au 11 octobre 2012, 18 unités sont en service totalisant 49 400 tonnes avec une durée de service d'environ 20 ans. Ces effectifs devraient être porté à 22, voire 25 à plus long terme, avec un allongement de la durée de service.
Au 22 octobre 2024, 28 unités sont en service, s'étalant sur trois générations, avec 3 sous-marins encore prévus.

## Préfixe
Le préfixe des navires de la force maritime d’autodéfense est JDS (Japanese Defense Ship) pour tous les bateaux entrés en service avant 2008. À partir de cette année-là, les navires n’utilisent plus que les lettres JS (Japanese Ship) pour marquer la promotion de l’agence japonaise de Défense en ministère de la Défense.

Pour les sous-marins, le préfixe TSS (Training Submarine) est celui des sous-marins reconvertis en sous-marin école, et le préfixe ATSS (Auxilary Training Submarine) celui des sous-marins reconvertis en sous-marins auxiliaires.

## Liste en 2024
- Classe Taigei : (5 unités en date de 2024) 
  - JS Taigei (SS-513) - 2020-
  - JS Hakugei (SS-514) - 2021-
  - JS Jingei (SS-515) - 2022-
  - JS Raigei (SS-516) - 2023-
  - JS Chōgei (SS-517) - 2024-

- Classe Sōryū : (12 unités) 
  - JS Sōryū (SS-501) - 2007-
  - JS Unryū (SS-502) - 2008-
  - JS Hakuryū (SS-503) - 2009-
  - JS Kenryū (SS-504) - 2010-
  - JS Zuiryū (SS-505) - 2011-
  - JS Kokuryū (SS-506) - 2013-
  - JS Jinryū (SS-507) - 2014-
  - JS Sekiryū (SS-508) - 2015-
  - JS Seiryū (SS-509) - 2016-
  - JS Shōryū (SS-510) - 2017-
  - JS Ōryū (SS-511) - 2018-
  - JS Tōryū (SS-512) - 2019-

- Classe Oyashio : (11 unités) 
  - JDS Oyashio (SS-590) - 1998-
  - JDS Michishio (SS-591) - 1999-
  - JDS Uzushio (SS-592) - 2000-
  - JDS Makishio (SS-593) - 2001-
  - JDS Isoshio (SS-594) - 2002-
  - JDS Narushio (SS-595) - 2003-
  - JDS Kuroshio (SS-596) - 2004-
  - JDS Takashio (SS-597) - 2005-
  - JDS Yaeshio (SS-598) - 2006-
  - JDS Setoshio (SS-599) - 2007-
  - JDS Mochishio (SS-600) - 2008-

- Classe Harushio : (7 unités)

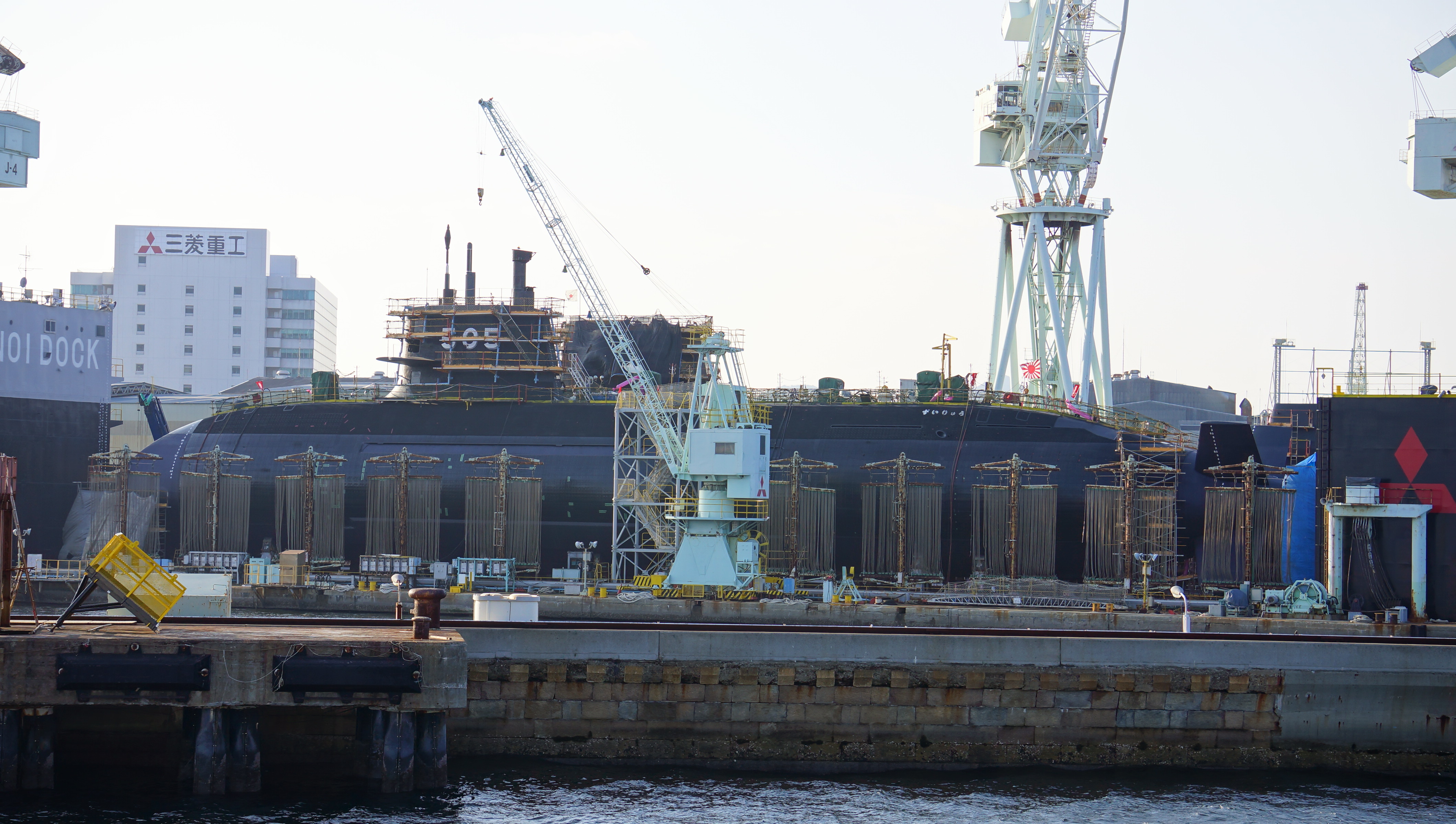
Le JS Zuiryū (SS-505) en construction en 2012 dans un chantier naval à Kobe de Mitsubishi Heavy Industries.

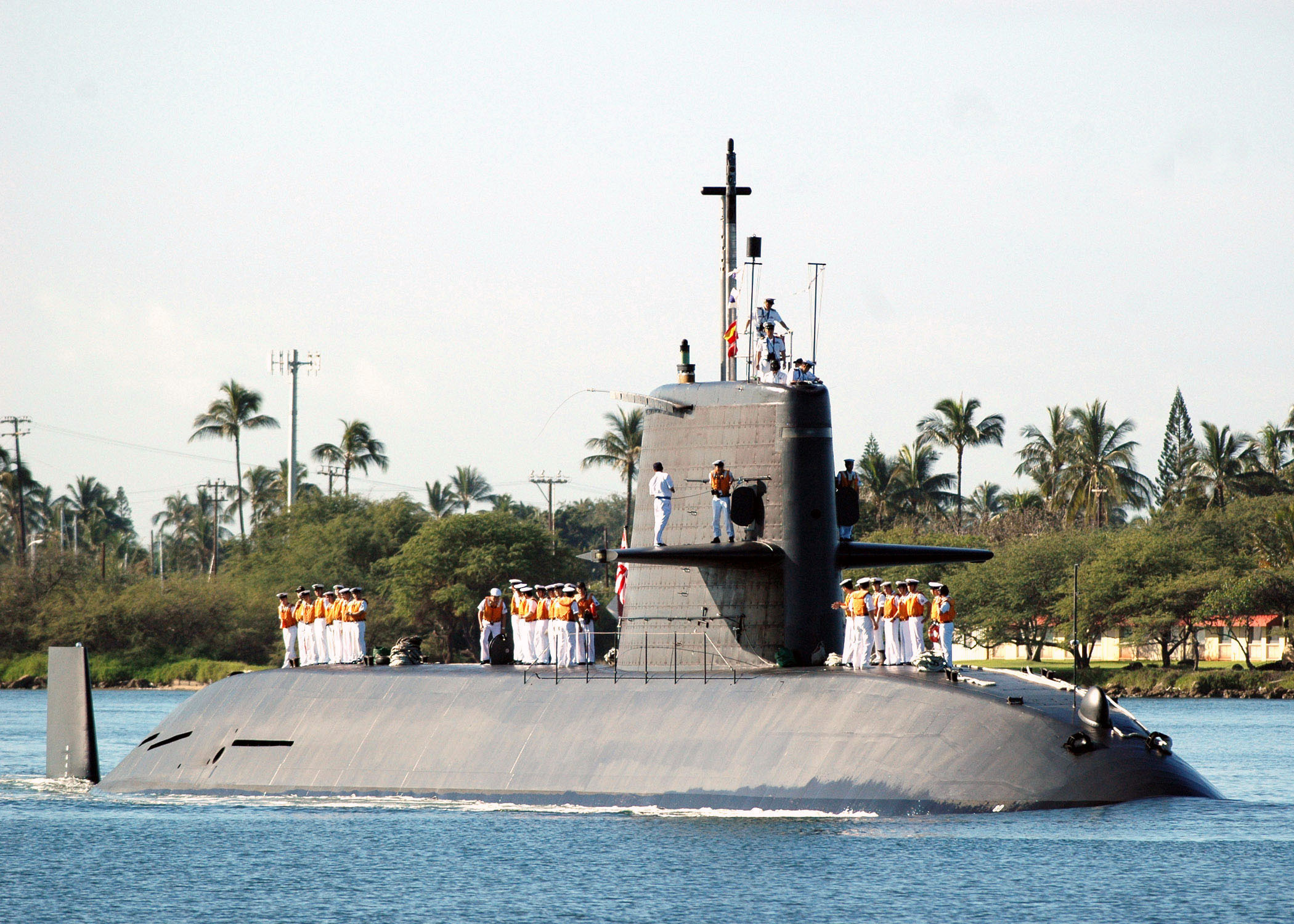
Le Oyashio (SS-590).

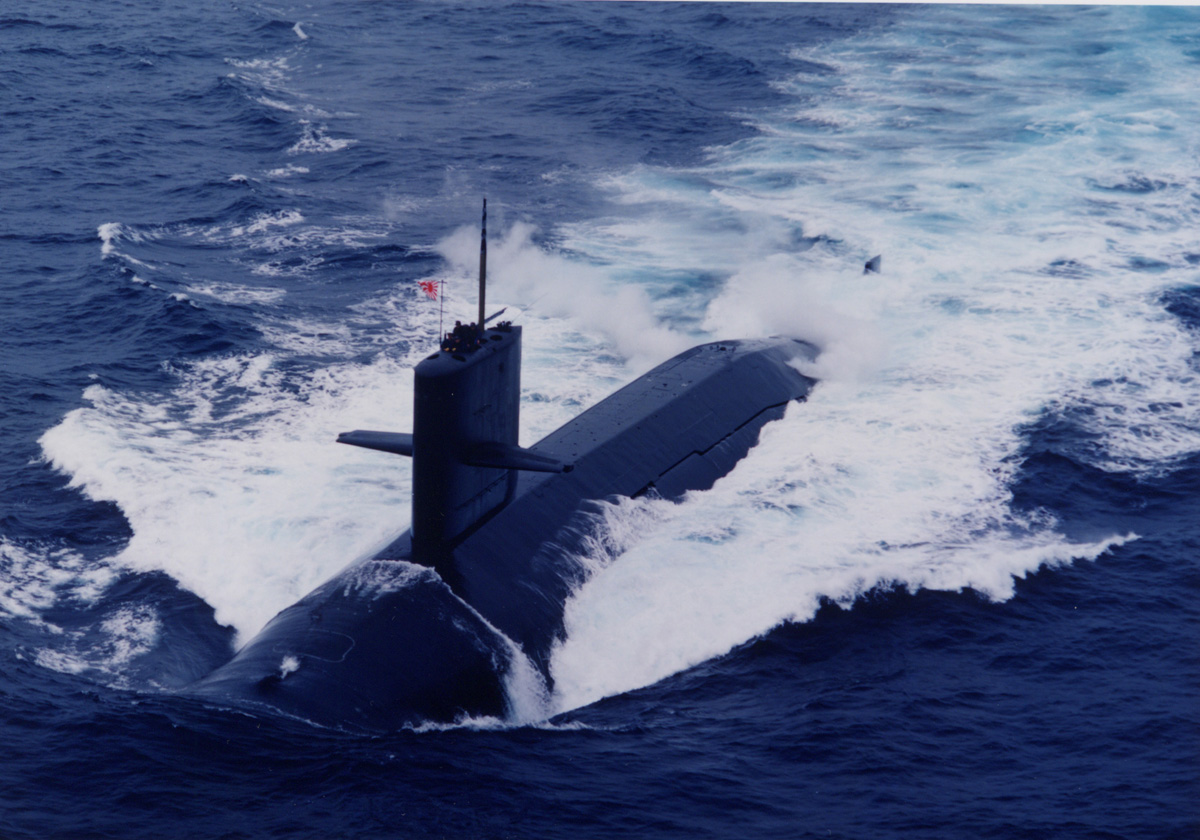
Le Harushio (SS-583).

  - JDS Harushio (SS-583) - 1990-2009
  - JDS Natsushio (SS-584) - 1991-2010
  - JDS Hayashio (SS-585/TSS-3606) - 1992-2011
  - JDS Arashio (SS-586) - 1993-2012
  - JDS Wakashio (SS-587) - 1994-2013
  - JDS Fuyushio (SS-588/TSS-3607) - 1995-2015
  - JDS Asashio (SS-589/TSS-3601) - 1997-2017

- Classe Yūshio (en) : (10 unités)

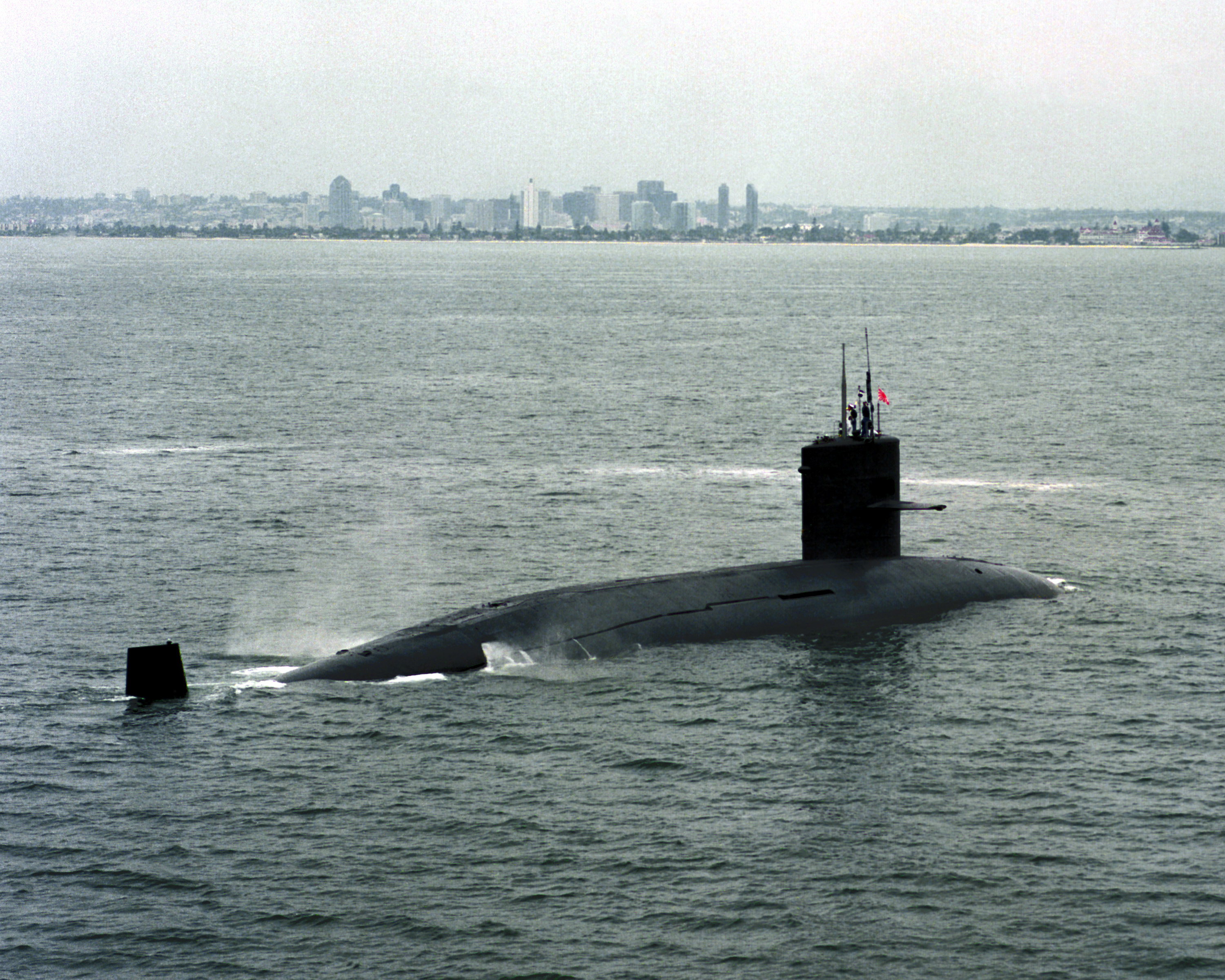
Le Mochishio (SS-574).

  - JDS Yūshio (SS-573/ATSS-8006) - 1980-1996
  - JDS Mochishio (SS-574/ATSS-8007) - 1981-1997
  - JDS Setoshio (SS-575/ATSS-8008) - 1982-2001
  - JDS Okishio (SS-576/TSS-3603) - 1983-2003
  - JDS Nadashio (SS-577) - 1984-2006
  - JDS Hamashio (SS-578/TSS-3604) - 1985-2006
  - JDS Akishio (SS-579) - 1986-2004 (Musée à Kure)
  - JDS Takeshio (SS-580) - 1987-2005
  - JDS Yukishio (SS-581/TSS-3605) - 1988-2008
  - JDS Sachishio (SS-582) - 1989-2006

- Classe Uzushio (en) : (7 unités)
  - JDS Uzushio (SS-566) - 1971-1987

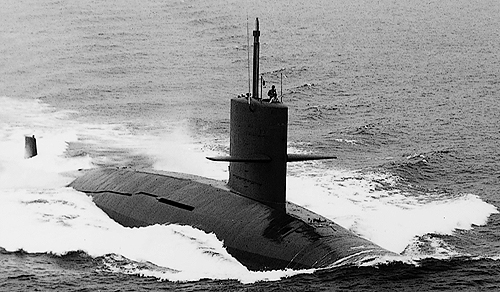
Le Uzushio (SS-566).

  - JDS Makishio (SS-567) - 1972-1988
  - JDS Isoshio (SS-568/ATSS-8001) - 1972-1992
  - JDS Narushio (SS-569/ATSS-8002) -1973-1993
  - JDS Kuroshio (SS-570/ATSS-8003) - 1974-1994
  - JDS Takashio (SS-571/ATSS-8004) - 1976-1995
  - JDS Yaeshio (SS-572/ATSS-8005) - 1978-1996

- Classe Asashio : (4 unités)
  - JDS Asashio (SS-562) - 1966-1983

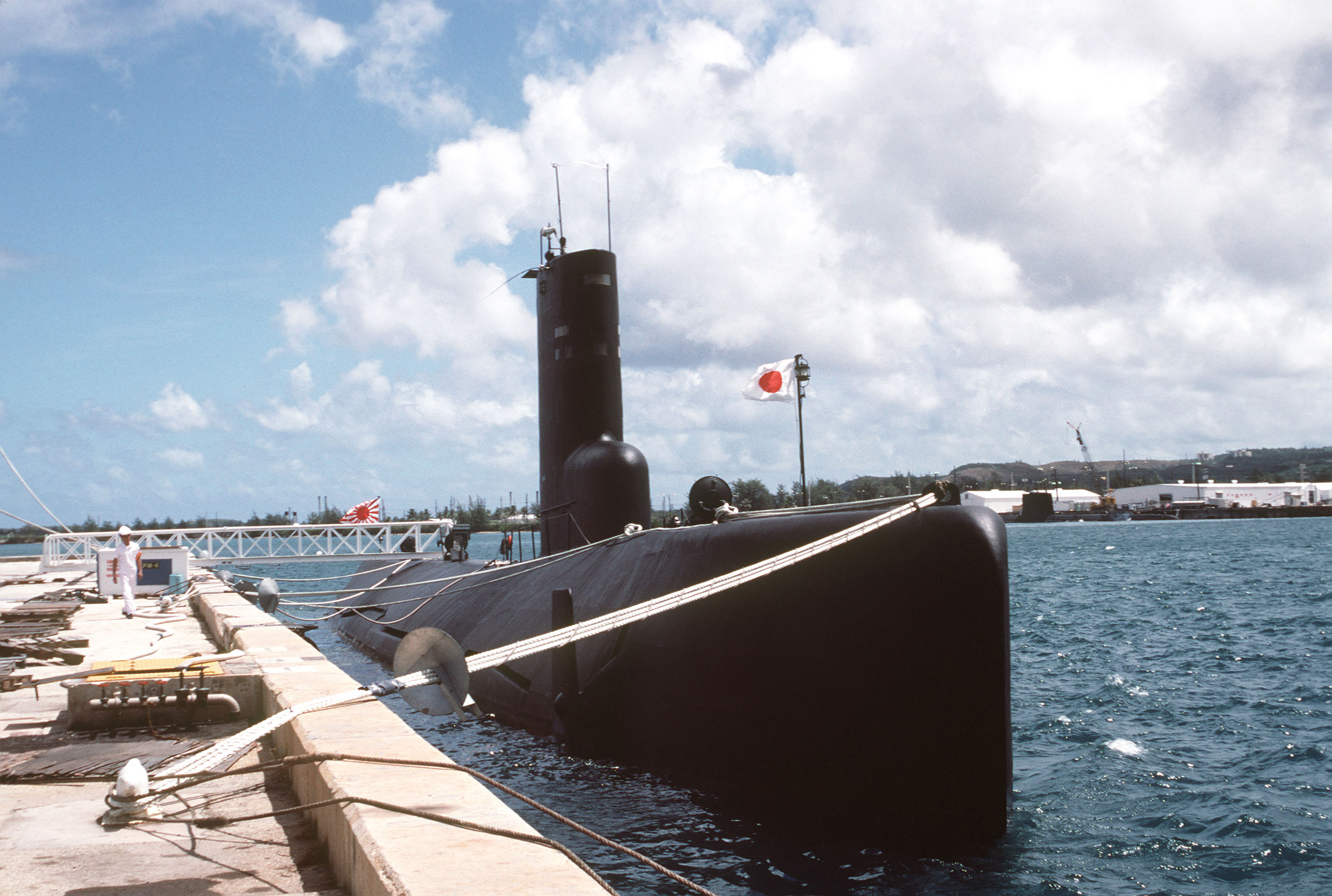
Le JDS Arashio (SS-565)

  - JDS Harushio (SS-563) - 1967-1984
  - JDS Michishio (SS-564) - 1968-1985
  - JDS Arashio (SS-565) - 1969-1986
- JDS Ōshio (SS-561) - 1965-1981
- Classe Natsushio (en) : (2 unités)
  - JDS Natsushio (SS-523) - 1963-1978
  - JDS Fuyushio (SS-524) - 1963-1980
- Classe Hayashio (en) : (2 unités)
  - JDS Hayashio (SS-521) - 1962-1977
  - JDS Wakashio (SS-522) - 1962-1979
- JDS Oyashio (SS-511) - 1960-1976
- JDS Kuroshio ex-USS Mingo (SS-261) - 1955-1966